# Cenerentola (Wolf-Ferrari)
Cenerentola è un'opera (denominata fiaba musicale) in tre atti di Ermanno Wolf-Ferrari, su libretto di Maria Pezzé Pascolato basato sulla celebre fiaba nella versione di Perrault e in quella dei Fratelli Grimm. La prima rappresentazione si tenne al Teatro la Fenice, Venezia il 22 febbraio 1900.

## Trama

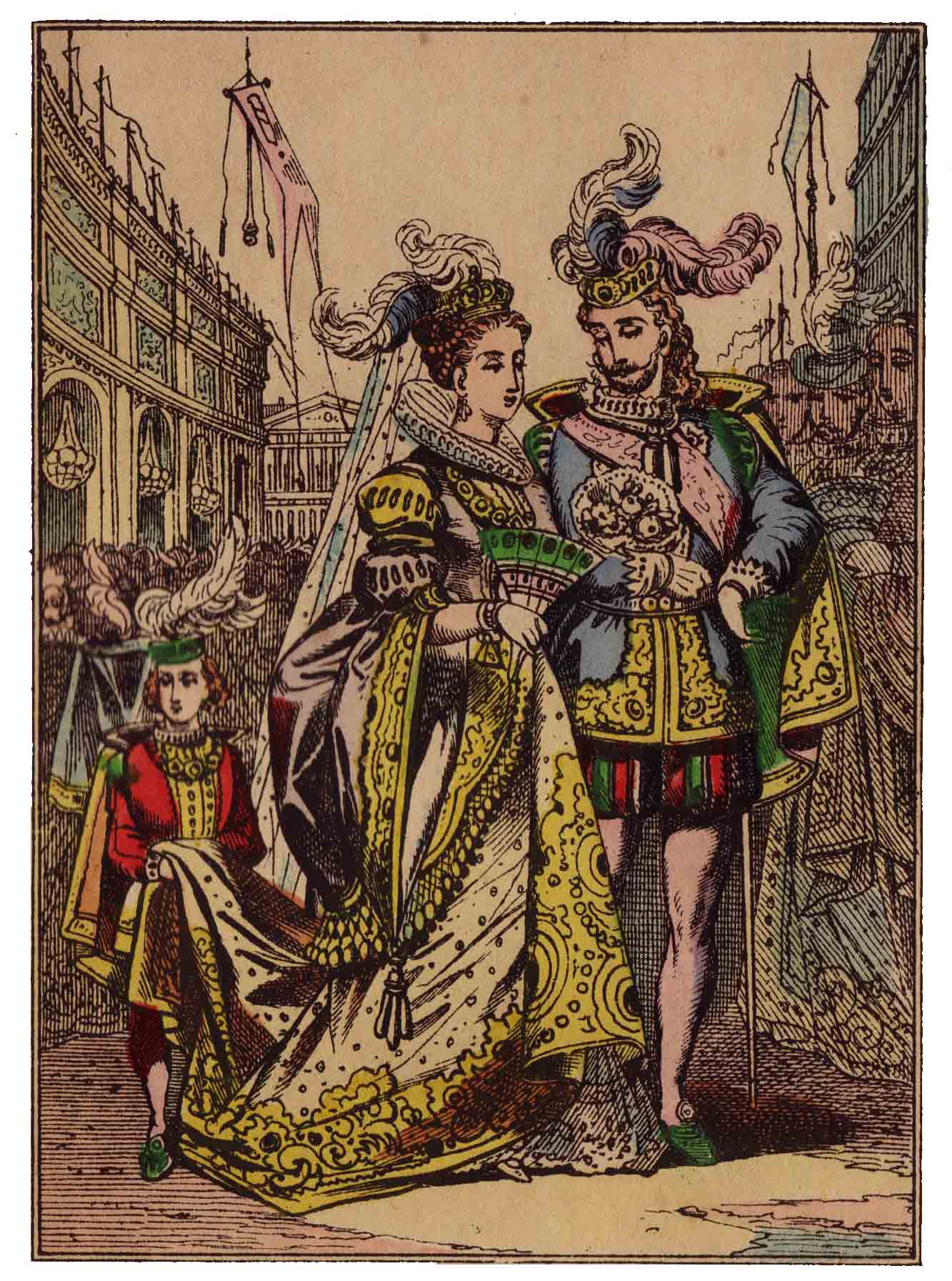
Cendrillon, di Charles Perrault

### Primo atto

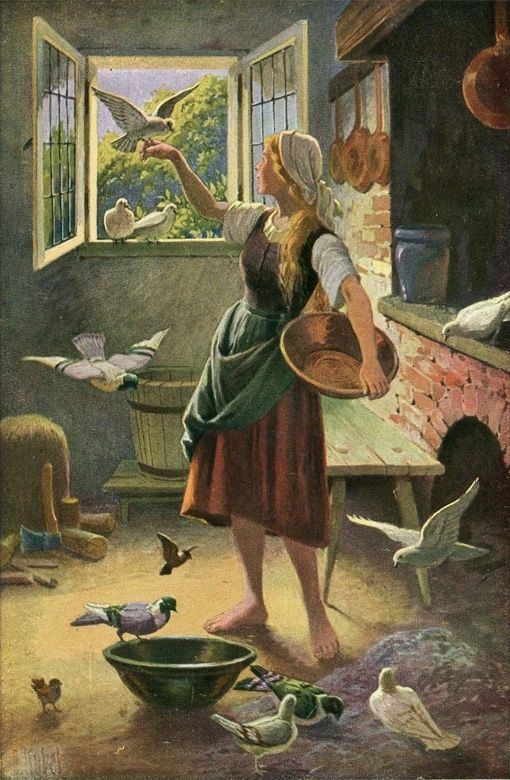
Cenerentola nella versione dei Fratelli Grimm

Violetta Pia (chiamata Cenerentola) si affligge perché non ha nessuno al mondo, ma un coro di angeli e beati accompagna l'apparizione della madre morta della ragazza, venuta per consolare la figlia. Violetta si addormenta ma arrivano la matrigna e le sorellastre, Vanerella e Pizzichina, che la svegliano e la rimproverano perché non sta lavorando. Violetta le aiuta a prepararsi per il ballo e vuole andare anche lei, ma loro la prendono in giro e se ne vanno. Violetta prova a riaccendere il fuoco, ma nel camino iniziano a spuntare funghi e appare un omino verde che fuma la pipa. Dal camino scende un maggiordomo che ordina a servi e damigelle apparsi dal nulla di preparare Violetta per il ballo. Arrivano infine anche tre fate a darle un diadema, e rivelano a Violetta che tutto questo è un regalo di sua madre. Violetta sale in carrozza e va al ballo.

### Secondo atto
Al palazzo reale il re e la regina sono preoccupati, perché sono anziani e il figlio non ha ancora scelto una sposa per proseguire la dinastia. Il principe Rubino sta pallido e malinconico in compagnia del giullare Nasturzio, ed è così pallido che Pallido è il suo soprannome. Arrivano gli invitati al ballo e la famiglia di Violetta è in ritardo. Il principe ignora Vanerella e Pizzichina, che però attirano l'attenzione dei nobili di Isola-Morta e Monterotondo. Arriva Violetta ma nessuno la riconosce: la sua apparizione scuote Rubino che vuole ballare con lei. Vanerella respinge Monterotondo, ma Pizzichina almeno all'inizio accetta le attenzioni di Isola-Morta. Violetta e Rubino si innamorano, ma a mezzanotte lei se ne deve andare e perde una delle scarpette di vetro. Violetta dice a Rubino di cercarla e scompare.

### Terzo atto
Rubino fa girare un banditore per annunciare che sposerà la ragazza che calzerà la scarpetta di vetro. La matrigna chiude Violetta in uno sgabuzzino perché si accorge che la figliastra ha il piedino più piccolo di quello delle figlie, poi va con Vanerella e Pizzichina a corte per fare la prova. La scarpetta calza a Vanerella: Rubino è sconvolto perché quella non è la ragazza con cui ha ballato. Vanerella però sviene e anche Pizzichina: si sono tagliate l'alluce per calzare la scarpa e hanno perso molto sangue. Le due vengono soccorse e Rubino è sollevato di non dover sposare Vanerella. La prova si conclude con nessuna ragazza in grado di calzare la scarpetta, ma il giullare Nasturzio si ricorda di aver sentito Vanerella e Pizzichina parlar male di una certa Cenerentola. Nei registri risulta il nome di Violetta Pia e alcune donne del suo vicinato confermano che viene chiamata Cenerentola. Nasturzio va a prendere Violetta nello sgabuzzino e la scarpetta le sta alla perfezione. Rubino e Violetta si sposano e alla famiglia di Violetta non resta che gemere.

## Interpreti della prima edizione
- Il Re: Roberto Tamanti
- La Regina e Il Fantasma: Maria Leonardi
- Rubino: Alessandro Procacci
- Nasturzio: Giuseppe La Puma
- L'Ambasciatore e Il Gran Savio: Luigi Tavecchia
- Il Duca: Ugo Giandominici
- Cenerentola: Clara Wolf-Ferrari
- La Matrigna: Lina Brumatti
- Pizzichina: Rosina Giovannoni Zacchi
- Vanerella: Virginia Ferranti
- Un Banditore: Carlo Farinetti
- Il secondo Savio: Francesco Articci

Il direttore era Edoardo Vitale, il maestro del coro Antenore Carcano, la regia fu dello stesso compositore, la coreografia di Ugo Perfetti, la scenografia di C. Malagodi e Pietro Bertoja.
L'opera subì in seguito una revisione, che andò in scena per la prima volta il 31 gennaio 1902 allo Stadttheater di Brema, con libretto tedesco tradotto da Julius Schweitzer intitolato Aschenbrödel.